# Raul Klein
Raul Otávio Klein (ur. 27 września 1932 w Novo Hamburgo – zm. 10 czerwca 1998 w Novo Hamburgo) – piłkarz brazylijski, występujący na pozycji napastnika.

## Kariera klubowa
Karierę piłkarską Raul Klein rozpoczął w klubie Floriano Novo Hamburgo na początku lat pięćdziestych XX wieku. W późniejszych latach występował w Portuguesie São Paulo i austriackim Rapidzie Wiedeń.

## Kariera reprezentacyjna
W reprezentacji Brazylii Raul Klein zadebiutował 1 marca 1956 w wygranym 2-1 meczu z reprezentacją Chile podczas Mistrzostw Panamerykańskich, które Brazylia wygrała. Był to udany debiut, gdyż Klein w 67 min. meczu strzelił bramkę. Na turnieju w Meksyku wystąpił w trzech meczach z Chile, Peru i Meksykiem.